# Fehérke
Fehérke est un prénom hongrois féminin.

## Étymologie
Ce prénom est dérivé de fehér (« blanc(he) » → cf. Blanche en français), avec le suffixe diminutif -ka/-ke.

## Équivalents
- Bianca
- Blanca
- Blanche
- Blanka

## Personnalités
- Pour l'ensemble des articles sur les personnes portant ce prénom, consulter :
  - la liste des articles dont le titre commence par ce prénom
  - les listes produites par Wikidata : Liste des personnes de prénom « Fehérke » — même liste en incluant les éventuels prénoms composés qui contiennent « Fehérke ».